# トヨタ・VZエンジン
トヨタ・VZエンジンとは、トヨタ自動車のV型6気筒ガソリンエンジンの系列である。世界初のFF車用量産V型6気筒DOHC4バルブエンジンである。
初出は2代目カムリのプロミネントに搭載された2,000 ccの「1VZ-FE」である。その後排気量を上げていき、最終的には3,400 ccまで引き上げられた。
V6ならではのスムーズな回転と静粛性を備えていたが、燃費が課題となり、その後、MZエンジンに取って代わられた。

## 系譜
- エンジン型式一覧の自動車用エンジンの系譜を参照。

## バリエーション

### 1VZ-FE
- VZ型で最初に登場したエンジン。
- 1,992 cc (内径×行程：78.0×69.5 / 圧縮比：9.6)
- DOHC 24バルブ
- 出力：103 kW(140 ps)/6,000 rpm　トルク：174 N・m(17.7 kg・m/4,600 rpm)
- レギュラーガソリン仕様
- 搭載車種は、カムリ・プロミネント（VZV20）

### 2VZ-FE
- 2,507 cc （内径×行程：87.5×69.5 / 圧縮比：9.6）[注釈 1]
- DOHC 24バルブ
- 出力：118 kW(158 ps)/5,800 rpm　トルク：206 N・m(21.0 kg・m)/4,600 rpm
- レギュラーガソリン仕様
- 搭載車種は、レクサスES250 (VZV21L)

### 3VZ-FE
- 2,958 cc （内径×行程：87.5×82.0 / 圧縮比：9.6）
- DOHC 24バルブ
- 出力：147 kW(200 ps)/5,800 rpm　トルク：274 N・m(28.0 kg・m)/4,600 rpm（ウィンダム）
- プレミアムガソリン仕様
- 搭載車種は、レクサスES300（VCV10L）、ウィンダム（VCV10）、セプター（VCV10）、

### 3VZ-E

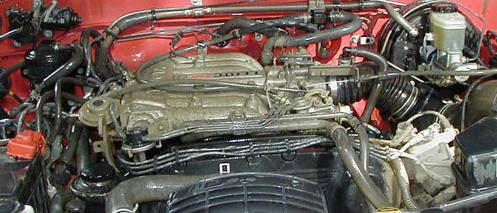
3VZ-E

- 2,958 cc （内径×行程：87.5×82.0 / 圧縮比：9.0）
- OHC 12バルブ
- 出力：110 kW(150 ps)/4,800 rpm　トルク：245 N・m(25.0 kg・m)/3,400 rpm
- レギュラーガソリン仕様
- 搭載車種は、ハイラックスサーフ（VZN130G）T100

### 4VZ-FE
- 2VZ-FEとはコンポーネンツが異なる。
- 2,496 cc （内径×行程：87.5×69.2 / 圧縮比：9.6）
- DOHC 24バルブ
- 出力：129 kW(175 ps)/6,000 rpm　トルク：224 N・m(22.8 kg・m)/4,800 rpm（ウィンダム）
- プレミアムガソリン仕様
- 搭載車種は、カムリプロミネント（VZV30系）、ウィンダム（VCV11）

### 5VZ-FE

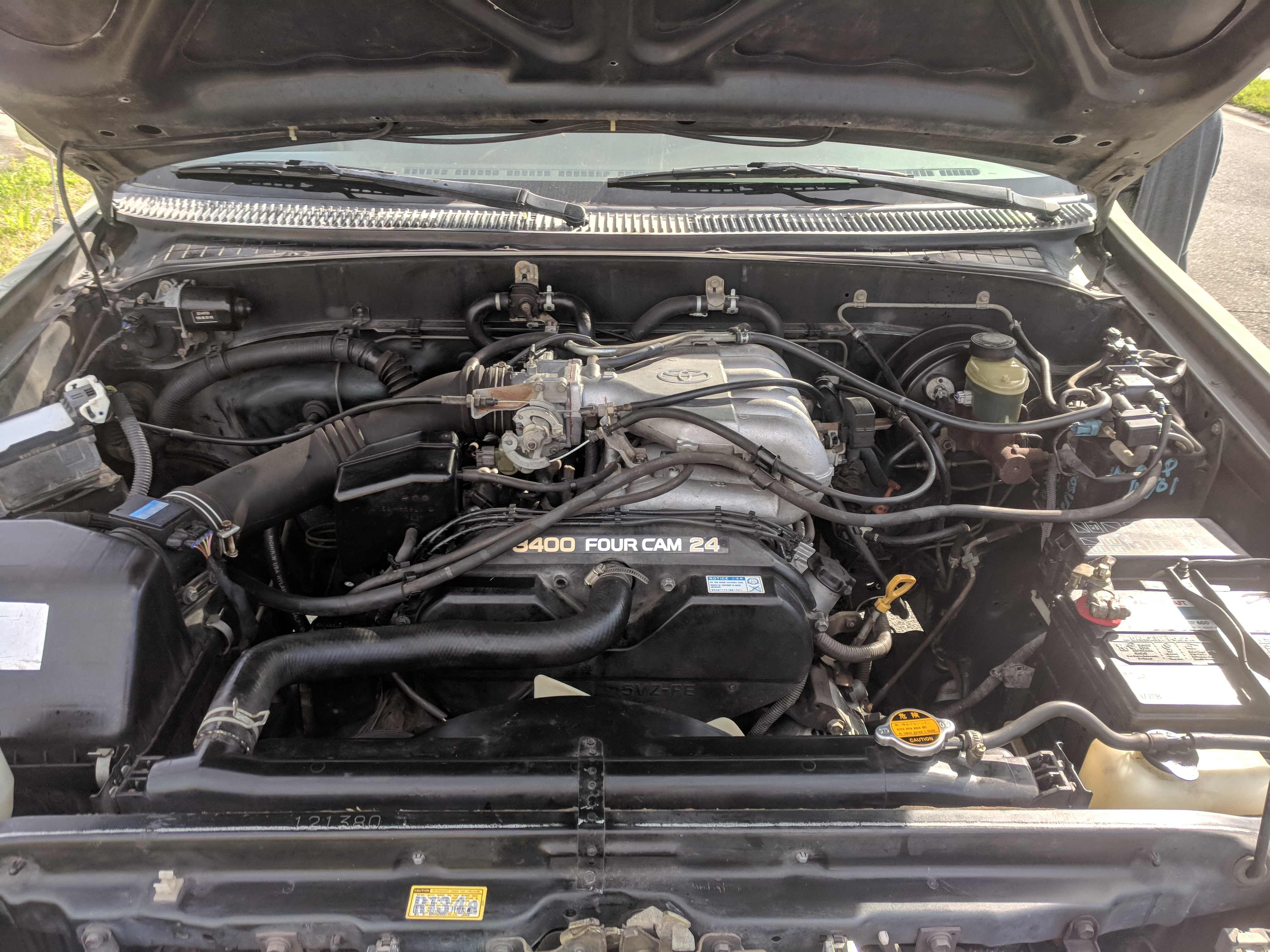
5VZ-FE

- 3,378 cc （内径×行程：93.5×82.0 / 圧縮比：9.6）
- DOHC 24バルブ
- 出力1：136 kW(185 ps)/4,800 rpm　トルク：294 N・m(30.0 kg・m)/3,600 rpm
- 出力2：132 kW(180 ps)/4,800 rpm　トルク：299 N・m(30.5 kg・m)/3,600 rpm
- レギュラーガソリン仕様
- 搭載車種
  - （出力1）ハイラックスサーフ（VZN180系・210系）、ランドクルーザープラド（VZJ90系・120系）、T100、タコマ（初代）
  - （出力2）グランビア（VCH10系 中期型/後期型）、グランドハイエース（VCH10系）、ハイメディック（高規格救急車）（VCH32S・38S）
    - また、ロシアの乗用車であるGAZ-3111(GAZ Volga)に搭載された事もある。